# Bitka pri Harranu
Bitka pri Harranu je bila bitka med križarskima državama Antiohijo in Edeso in Turki Seldžuki. Potekala je 7. maja 1104. Bila je prva velika bitka med križarji in muslimani po prvi križarski vojni.

## Zgodovinsko ozadje
Leta 1104 je Baldvin II. Edeški napadel in oblegal mesto Harran. Za pomoč je prosil Bohemonda I. Antiohijskega in Tankreda Galilejskega. Bohemond in Tankred sta  odšla na pohod iz Antiohije in se v Edesi pridružila Baldvinu in Joscelinu I. Edeškemu. Spremljali so ju antioški patriarh Bernard Valenški, jeruzalemski patriarh Daimbert in edeški patriarh Benedikt.
Seldžuška vojska pod poveljstvom mosulskega guvernerja Džikirmiša in mardinskega emirja Sukmana se je zbrala v Kaburju, morda tudi pri Ra's al-'ainu (helenistični Resaini). Maja 1104 je muslimanska vojska napadla Edeso, verjetno zato, da bi križarsko vojsko odvrnili od Harrana.  

## Bitka
Po mnenju letopisca Ibn al-Qualanisija sta Tankred in Bohemond prišla v Edeso med obleganjem mesta, letopis iz leta 1234 pa pravi, da sta najprej šla pred Harran. Kakor koli že, Seldžuki so pred njuno vojsko na videz pobegnili izpred mesta, križarji pa so jim sledili. 
V manjših začetnih spopadih s Seldžuki so križarji zmagovali in nadaljevali svoje zasledovamje proti jugu. Kronist tistega časa Matej Edeški poroča, da je zasledovanje trajalo, dva dni Ralf Caenski pa pravi, da tri dni. Po Ibn al-Athirovem mnenju je prišlo do odločilne bitke kakšnih dvanajst kilometrov od Harrana.  
Njegova informacija o prizorišču bitke je nekoliko sporna, zato večina zgodovinarjev sprejema mnenje Alberta iz Aachna in Fulka Chartreškega, da je bila bitka na ravnici pri mestu Ar Raqqah v današnji severni Siriji, ki je dva dni hoda oddaljena od Harrana. 
Baldvin in Joscelin sta poveljevala edeškemu levemu krilu vojske, Bohemond in Tankred pa antiohijskemu desnemu krilu. Ralf Caenski pravi, da so Seldžuki s svojim napadom križarje poponoma iznenadili, tako da sta se morala Baldvin in Tankred bojevati kar brez oklepov. 
Med samo bitko so Baldvinovi vojaki prvi navalili na sovražnika in bili popolnoma poraženi, Baldvina in Joscelina pa so Sukmanovi vojaki ujeli. Antioške čete so utrpele le nekaj žrtev in uspelo jim je pobegniti v Edeso. Džikirmišev plen je bil zaradi tega bolj skromen, zato je ugrabil Baldvina iz Sukmanovega tabora in zanju zahteval odkupnino. Odkupnino zanju so kasneje sicer plačali, vendar so ju Turki izpustili šele malo pred letom 1108 (Joscelina) oziroma leta 1108 (Baldvina).

## Pomen bitke
Bitka je bila prvi večji križarski poraz, ki je prepričal muslimane, da križarji niso nepremagljivi, kot je to izgledalo med prvo križarsko vojno. Bizantinsko cesarstvo je poraz izkoristilo in vsililo Antiohiji svoje zahteve in ponovno osvojilo Latakijo in dele Kilikije. Mnogo mest, ki jim je vladala Antiohija, se je uprlo in ponovno so jih osvojili muslimani iz Alepa. Uprli so se tudi Armenci, kar je sta izkoristila Bizantinsko cesarstvo in Armenija. Ti dogodki so Bohemonda prisilili, da se je vrnil v Italijo po vojaške okrepitve, Antiohijo pa je prepustil Tankredu kot regentu. 
Viljem iz Tira je zapisal, da bolj uničujoče bitke do takrat še ni bilo. Antiohija si je naslednje leto sicer opomogla, toda bizantinski cesar Aleksej I. Komnen je Bohemondu vsilil Devolsko mirovno pogodbo, s katero je Antiohija postala vazalna država Bizantinskega cesarstva. Antiohijo so ponovno porazili v Bitki na ager sanguinis leta 1119. Edesa si nikoli več ni opomogla in je do leta 1144 vzdržala samo zaradi razdora med muslimani.